# Colpoon compressum
Colpoon compressum là một loài thực vật có hoa trong họ Santalaceae. Loài này được P.J.Bergius mô tả khoa học đầu tiên năm 1767.